# أثينا مانوكيان
أثينا مانوكيان (بالإنجليزية: Athena Manoukian)‏ هي مغنية وكاتبة أغاني أرمينية ولدت في 22 مايو 1994 في مدينة أثينا.

## وصلات خارجية
- أثينا مانوكيان على موقع IMDb (الإنجليزية)
- أثينا مانوكيان على موقع ميوزك برينز (الإنجليزية)
- أثينا مانوكيان على موقع أول ميوزيك (الإنجليزية)
- أثينا مانوكيان على موقع ديسكوغز (الإنجليزية)